# Talak

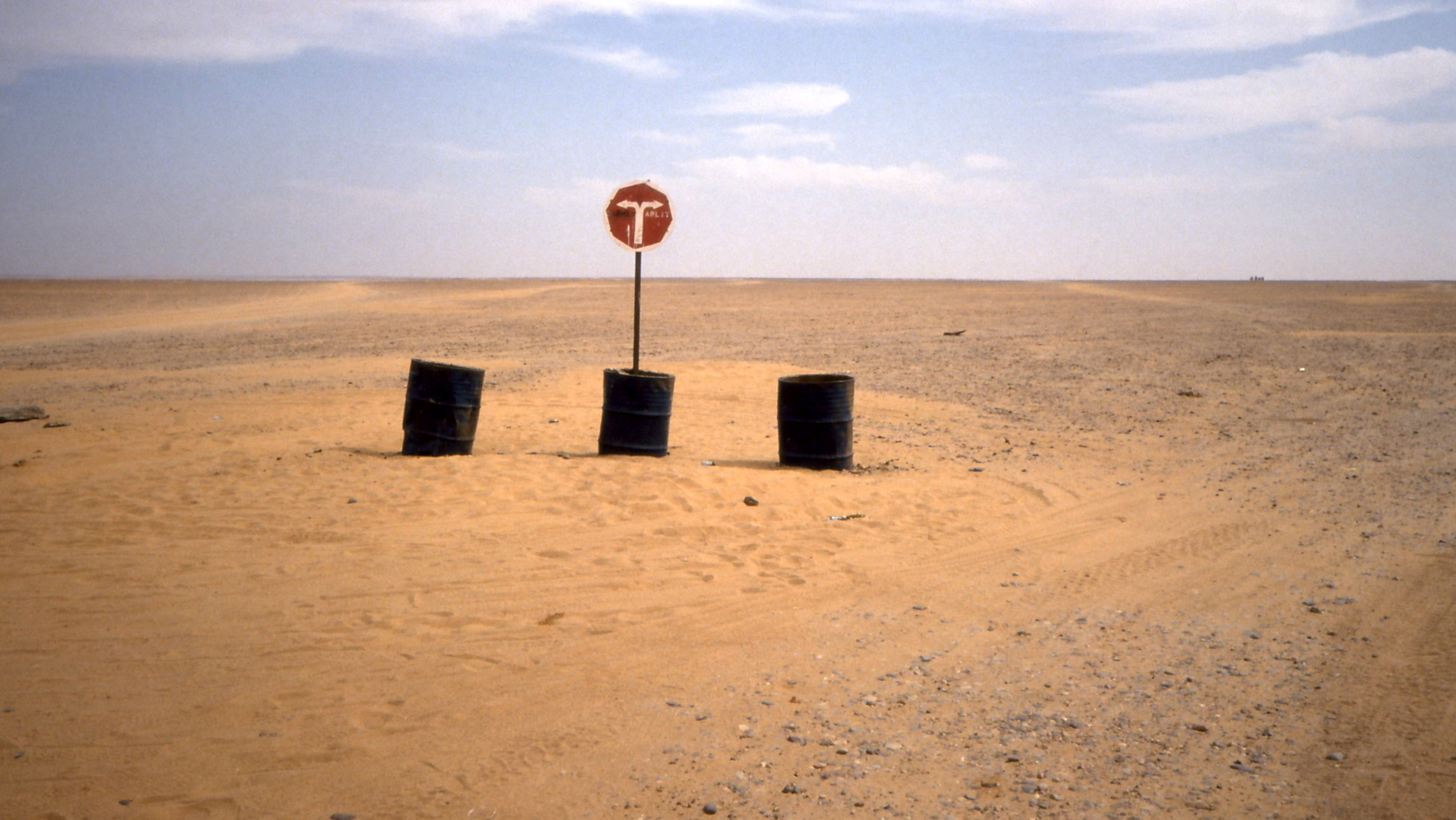
Wegweiser im Talak

Der Talak (auch: Talakh) ist eine Sandwüste in Niger.
Die zur Sahara gehörende Ebene des Talak erstreckt sich über eine Fläche von rund 100.000 km². Sie liegt in der Region Agadez im Norden Nigers und wird im Osten vom Hochgebirge Aïr begrenzt. Trockentäler durchziehen das Gebiet. Über das Azawagh-Flusssystem und den Dallol Bosso erreichen die temporären Flussläufe den Strom Niger. 
Im Talak befinden sich mehrere Dinosaurier-Fundstellen. Erdgeschichtlich wird das Gebiet dem Viséum zugeordnet. Der tonige und feinsandige Boden wird in der Regenzeit sehr schlammig. Dies erklärt den aus der Tuareg-Sprache stammenden Namen der Wüste: Talak bedeutet „Ton“.
Von Juni bis September nomadisieren Angehörige der Tuareg-Untergruppe Kel Tédélé im Talak. Durch den Osten der Wüste verläuft in Nord-Süd-Richtung der Trans-Sahara-Highway zwischen Algier und Lagos.